# St. Peter und Paul (Altstädten)

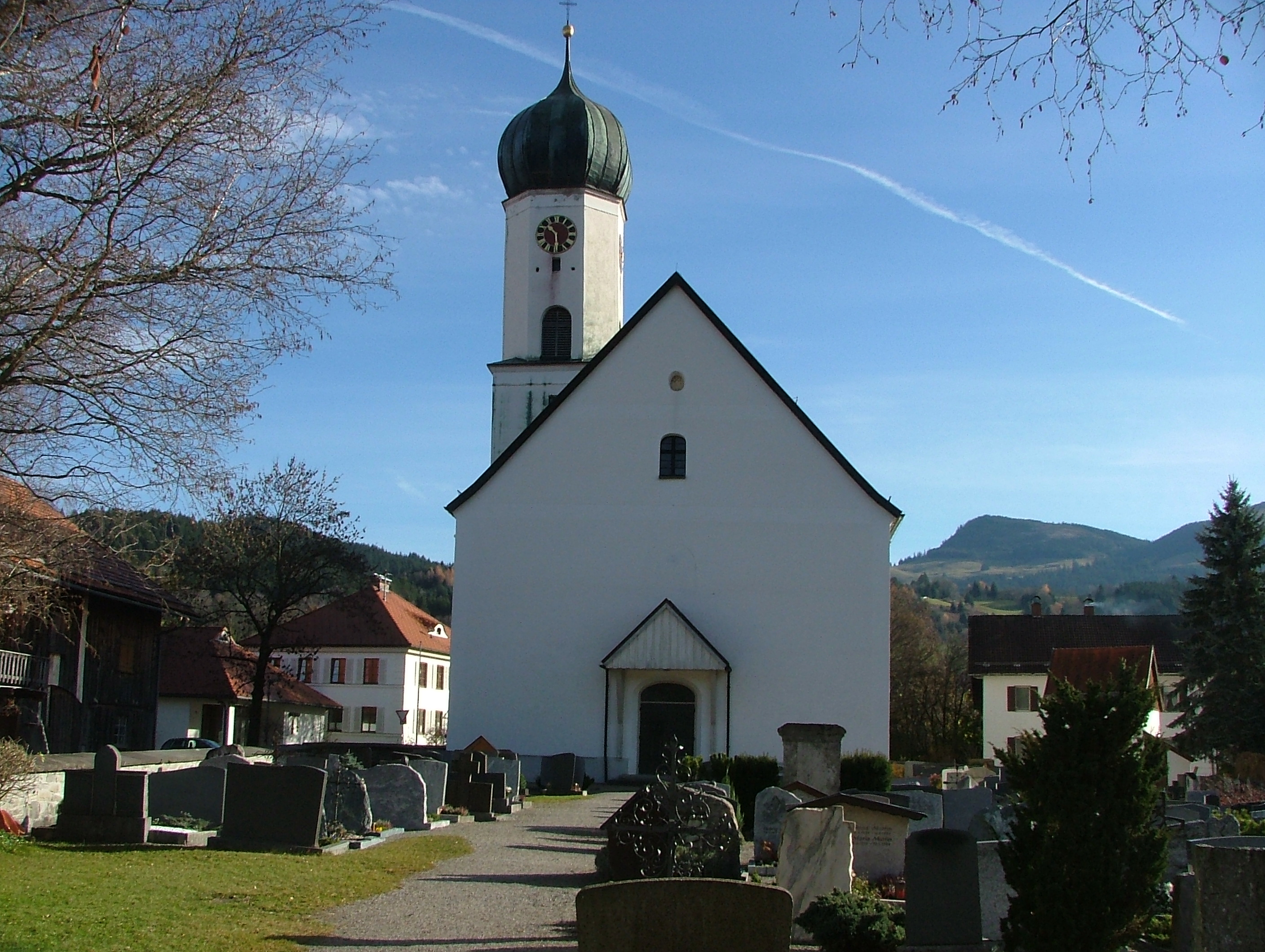
St. Peter und Paul in Altstädten

Die römisch-katholische Pfarrkirche St. Peter und Paul steht in Altstädten, einem Gemeindeteil von Sonthofen im schwäbischen Landkreis Oberallgäu in Bayern. Das Bauwerk ist in der Liste der Baudenkmäler in Sonthofen als Baudenkmal unter der Nr. D-7-80-139-18 eingetragen. Die Kirchengemeinde gehört zum Dekanat Sonthofen des Bistums Augsburg.

## Beschreibung

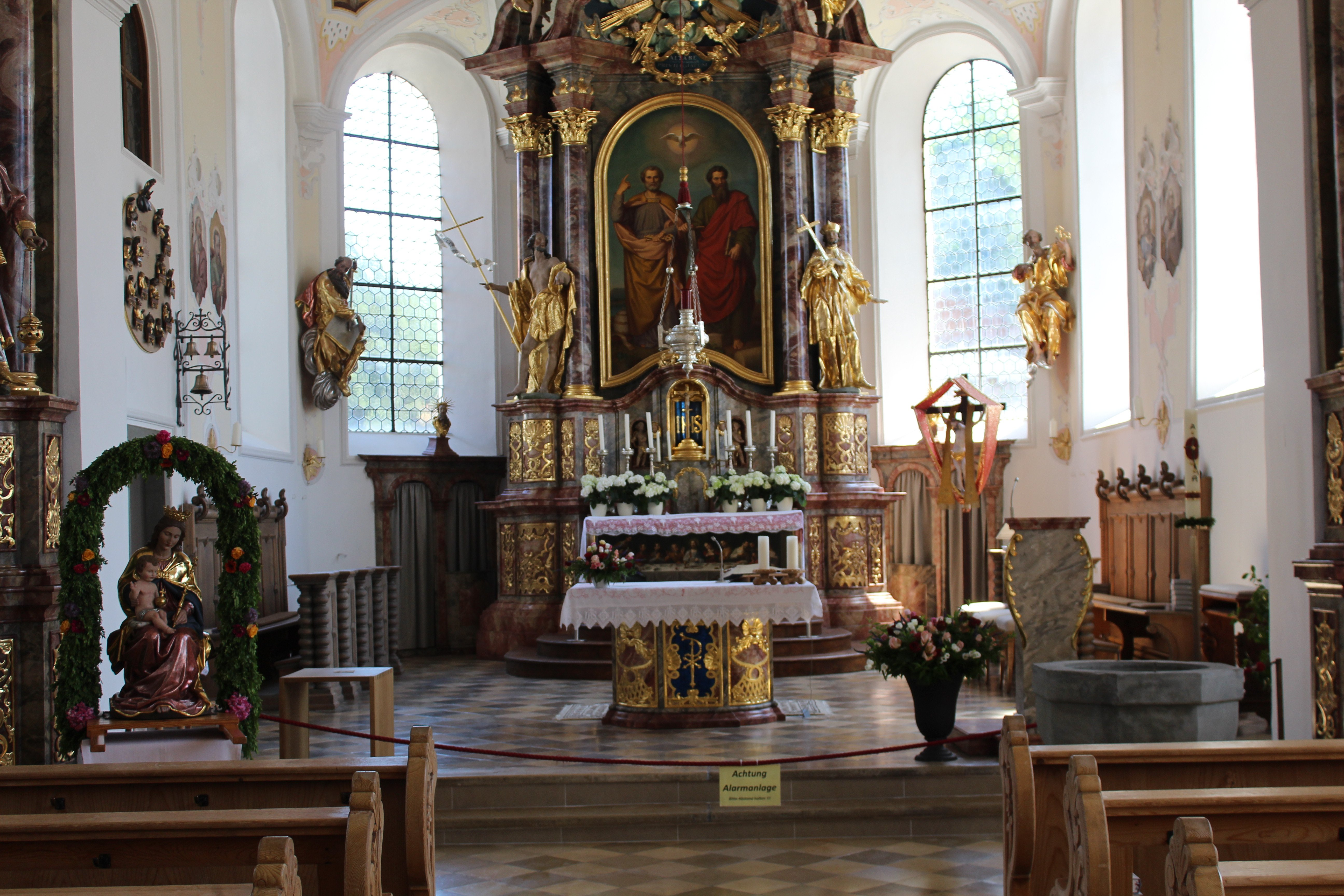
Chor

Die im Kern spätgotische Saalkirche wurde 1732/33 nach einem Entwurf von Johann Georg Fischer umgebaut. Sie besteht aus einem Langhaus, einem eingezogenen Chor mit Fünfachtelschluss im Osten und einem Chorflankenturm auf quadratischem Grundriss an der Nordwand des Chors. Sein Glockengeschoss ist achteckig. In seinem Glockenstuhl hängen fünf Kirchenglocken. Darauf sitzt eine Zwiebelhaube. Als Sakristei dient das Erdgeschoss des Chorflankenturms, das mit einem Kreuzgratgewölbe überspannt ist. 
Der Innenraum des Langhauses ist mit einer Flachdecke überspannt, der des Chors mit einem Spiegel. Zur Kirchenausstattung gehören Altäre und eine Kanzel, die Anton Sturm entworfen hat. Der 1741/42 gebaute Hochaltar wird von den Statuen des Johannes des Täufers und des Johannes Nepomuk flankiert. Die um 1510/15 entstandenen Vierzehn Stationen werden Jörg Lederer zugeschrieben. Die Orgel wurde 1929 von der Josef Zeilhuber sen. gebaut.